# Regor
Regor (Gamma Velorum, vernoemd naar de Amerikaanse astronaut Roger Chaffee, soms ook weleens bekend als Suhail Al-Muhlif) is een heldere Wolf-Rayetster in het sterrenbeeld Vela (Zeilen).
De ster staat ook bekend als Al Suhail al Muhlif en "schitterend juweel van het zuiden". Een van de sterren in dit systeem is een blauwe superreus en de zwaarst bekende Wolf-Rayetster (9 tot 30 zonnemassa) die om een reuzenster (spectraalklasse O7.5) draait met een periode van 78,5 dagen. Vier andere componenten staan verder weg. De Wolf-Rayet ster zal haar leven waarschijnlijk beëindigen in een Type Ib supernova explosie; het is een van de dichtstbijzijnde supernova kandidaten. De ster veroorzaakt samen met Naos de meeste ionisatie in de Gumnevel.